# Johan Roggen
Johan Roggen (Tienen, 6 mei 1947 - Hasselt, 10 september 2015) was een Belgisch radiopresentator, vooral gekend als de stem van Inlichtingen voor duivenliefhebbers.

## Biografie
Roggen was sinds 1973 verbonden aan de openbare radio-omroep om er ochtend, avond en cultuurprogramma's te presenteren. Vanaf 1976 verving hij sporadisch Gaby Moortgat bij het inspreken van duiveninfo. 
Daarnaast schreef hij voor Knack de tuinrubriek en richtte hij in 1991 de Vlaamse toontuinen op. Ook stond hij op lijsten bij lokale verkiezingen, in Tienen op de sp.a-lijst en in Lubbeek op de n-va-lijst.